# KK Dunav Stari Banovci
O Košarkaški klub Dunav Stari Banovci (em português:  Dunav Stari Banovci Basquetebol Clube), conhecido também apenas como Dunav, é um clube de basquetebol baseado em Stari Banovci, Sérvia que atualmente disputa a KLS. Manda seus jogos no Centro Esportivo Belegiš com capacidade para 500 espectadores.

## Histórico de Temporadas
| Temporada | Nível | Liga  | Pos. | J     | PL | Resultado          |
| --------- | ----- | ----- | ---- | ----- | -- | ------------------ |
| 2011-12   | 3     | 1.MRL | 11   | 10-16 |    |                    |
| 2012-13   | 3     | 1.MRL | 6    | 12-10 |    |                    |
| 2013-14   | 3     | 1.MRL | 2    | 22-4  |    | Finalista          |
| 2014-15   | 3     | 1.MRL | 1    | 24-0  |    | Promovidocampeão   |
| 2015-16   | 2     | 2.MLS | 2    | 21-5  |    | Promovidofinalista |
| 2016-17   | 1     | KLS   | 6    | 14-12 |    |                    |
| 2017-18   | 1     | KLS   |      |       |    |                    |

fonte:eurobasket.com

## Títulos

### Competições domésticas
- Liga Sérvia de Basquetebol (segunda divisão)

Finalista (1): 2015-16
- Liga Sérvia de Basquetebol (terceira divisão)

Campeão (1): 2014-15
Finalista (1): 2013-14